# Уигли, Том
Том Уигли (Tom M. L. Wigley; род. 18 января 1940, Аделаида, Австралия) — австралийский климатолог, один из наиболее цитируемых в мире.
Член Academia Europaea (1991), доктор философии (1967), профессор Университета Аделаиды.

## Биография
В 1979—1993 годах директор Climatic Research Unit Университета Восточной Англии. В 1993—2006 годах сотрудник Национального центра атмосферных исследований (США).
Наиболее известен как создатель одной из первых климатических моделей MAGICC (в 1987), используемой поныне.
Находился под давлением из-за своей научной деятельности, вплоть до получения угроз убийством.
Степень доктора философии по математической физике получил в Университете Аделаиды.
В 1967-1975 годах преподаватель Университета Уотерлу в Канаде.
С 1975 года сотрудник, в 1979—1993 годах директор Climatic Research Unit Университета Восточной Англии. Во время его директорства этот научный центр оказал помощь компании Shell при создании фильма «Climate of Concern» (1991).
В 1993—2006 годах старший учёный Национального центра атмосферных исследований США.
В 2006 году возвратился в Австралию, где ныне адъюнкт-профессор Университета Аделаиды.
Фелло Американского метеорологического общества (2001) и Американской ассоциации содействия развитию науки (2002).
Женился в 1975 году.
Автор более 250 работ.